# توشيماسا توب
توشيماسا توبَ (باليابانية: 鳥羽 俊正) (16 يوليو 1975 في آيتشي في اليابان – )؛ هو لاعب كرة قدم ياباني سابق كان يلعب كمدافع.

## روابط خارجية
- توشيماسا توب على موقع رابطة كرة القدم اليابانية للمحترفين (اليابانية)